# 誤殺
誤殺（英語：manslaughter）是普通法上的一個刑事罪行，通常指不具有故意的殺人行爲，在犯意上相較謀殺來得輕。與謀殺不同的是，謀殺指有殺人意圖或預謀之下殺人（可涉及非蓄意殺人，但犯人故意罔顧生命）的惡意存在；誤殺則不具備上述惡意要素。誤殺罪是否成立一般依行為人是否具有故意，或視其精神狀況而定；又通常分為蓄意誤殺和非自願誤殺兩種情形。

## 故意誤殺
故意誤殺（voluntary manslaughter）案件中，被告可能有意圖致人於死地或重傷，但被告的刑責會因案發時的情況及被告當時的精神狀況而有所減輕。最常見的例子是所謂的「盛怒」或「一時衝動」殺人，案發時被告被激怒以致失去理智、不受控制。
法律上有幾種故意誤殺，之間互有關連，很多情況下更難以分辨，以致不少地區並不明確將其區別開來。按照其辯護理由可分為：
1. 喪失控制（loss of control）：因某事件引致一原本理性的人失去理智而導致殺人。
2. 殺嬰
3. 集體自殺協議
4. 防卫过当（防卫失当）（imperfect self-defense）：自衛是任何謀殺控罪的抗辯理由，但若某人確信自己的行為是自衛，但其實其信念並不理性，或使用過份武力自衛，最後導致殺人，部分地區將此定義為不存犯罪惡意的蓄意殺人，即誤殺。
5. 減責神志失常（diminished responsibility）：也是謀殺的抗辯理由，被告因為神志失常而減責。

### 喪失控制
喪失控制是亦只能是對謀殺控罪的辯護理由。假如辯護成立，控罪將改為誤殺。根據英國《2009年死因裁判官及司法法令》，被告只需足夠證據，即法官認為有關證據足以說服陪審團接納有關辯護，便能帶出失去控制辯護而論證責任，即證明有關辯護不成立的責任，在於控方。要令辯護成立，辯方需證明他失去自我控制、失去自我控制是由有效的觸發引致及跟被告同年紀和性別及擁有一般程度容忍和自我約制的人有被告同一樣的反應。

#### 被告人失去自我控制
去表示被告在案發時失去自我控制是一個主觀的問題。陪審團必須探討被告在案發時的心理情況並問自己被告有否失去控制而不是一個合理的人在同一情況下失去控制。失去自我控制辯護不能要求被告對她的行為完全失去控制或太怒而不知道他的作為，因為假如以上兩個要求有效，被告便沒有任何謀殺的動機或犯罪行為。法庭只能接納被告在知道他的作為的情況下嚴重地失去控制自己作為的能力。因此，假如證據顯示被告的作為是實際的和計算的，失去自我控制辯護並不會成立 (參照英國案件 R v Serrano [2006])。同時，Coroners and Justice 法案 2009 第54 (4)條亦闡明假如被告的行為是出於報復，辯護便不會成立。
在2009年法案之前，法律要求被告須證明失去自我控制是突然和短暫的。但2009年法案第54 (2)條闡明不再需要證明是突然和短暫。最高大法官Judge勳爵在R v Dawes [2013] 中解釋 「... 不同人在不同情況下不會有同一反應亦不會立刻作出反應。 ... 被告因此依然可以依賴失去控制即使有效的觸發於較早前已經發生。 ... 但是，隨著有效的觸發越早發生，陪審團越有可能認為有關的觸發並不構成失去自我控制。」

#### 失去自我控制是由有效的觸發引致
單單證明被告失去控制並不足夠。他需要證明他是被有效的觸發刺激到的因而失去自控。在R v Acott [1997]中，被告殺害了自己的母親。證據顯示這是基於他失去自控，但沒有證據顯示為何他會失去自控。由於沒有證據證明有挑動被該作為的原因，上議院裁定下級法庭不接納失去自我控制的辯護申請是正確的。要令有關的觸發點成立，有關的言論或作為 (said or done) 必須符合2009年法案第55條的任何一個條件。簡單而言即是，對嚴重武力的恐懼、嚴重挑釁作為的出現或以上兩個條件的組合。

#### 對嚴重武力的恐懼
被告只需證明對嚴重武力的恐懼，武力的存在與否並不重要。被告有否錯誤地該武力是向他使用亦無重要。有關的恐懼亦必須是對「嚴重的」武力，因此，恐懼對財產的損害或對小程度上武力使用的恐懼並不足夠。對使用武力的恐嚇可以出於是針對被告人或其他人。因此，假如被告殺害死者是出於失去自我控制是基於死者威脅對被告人的子女使用嚴重武力，辯護便會成立。有關的觸發只會在基於被告殺害死者而死者在向被告作出使用嚴重武力的恐嚇的情況下成立。所以，如被告，因為A對他作出恐嚇，殺害了死者，辯護便不會成立。據2009年法案第55(6)(a)條，被告不能依賴有關的辯護假如有關的恐懼是出於被告的作為或言論所引致的，而有關的作為和言論旨在給予被告向死者使用武力藉口。所以，假如被告對受害人作出挑釁如說「打我吧！」，旨在希望受害人對他使用武力以被告能因此對受害人私隱嚴重的武力，被告便不能依賴有關的辯護。此項限制是為了防止被告人主動向受害人作出使用武力的挑釁因此為被告對受害人使用嚴重武力作為回應提供合法豁免。但正如英國法庭在R v Clinton [2012] 的裁決，此項限制僅限於被告的作為和言論旨在挑釁受害者對他使用武力並以此還擊，假如挑釁純屬娛樂性質，有關辯護依然有效。

## 非故意誤殺
非故意誤殺分三類：嚴重疏忽之誤殺、不法和危險的行為引致死亡和駕駛誤殺。

### 嚴重疏忽之誤殺
嚴重疏忽之誤殺（gross negligence manslaughter），指被告無意圖殺人或致人重傷，但因嚴重疏忽而導致他人死亡。
在香港，曾有一宗工業意外案例，因承建商嚴重疏忽保養地盤升降機，最後地盤升降機墜下，導致12人死亡。律政司最後罕有地以誤殺罪檢控該承建商。因被檢控的是有限公司（法人），並非自然人，故此無法判處監禁處罰，而被判罰300萬港元。

### 不法和危險的行為引致死亡
不法和危險的行為引致死亡（unlawful and dangerous manslaughter），指被告無意圖殺人或致人重傷，但所作所為非法、會引致身體傷害並最後引致死亡，通常以加重結果犯中的“因而致人於死者，處……”處理。

### 駕駛誤殺
駕駛誤殺（vehicular manslaughter）指因疏忽或違反交通安全條例而引致死亡。常見的有醉酒駕駛、無照駕駛等而導致他人死亡。在某些地区通常以“過失致死”法办。在中国大陆醉驾导致他人死亡可能会以“以危险方法危害公共安全”罪或“交通肇事”罪法办。
在香港，曾發生一宗大埔公路雙層巴士翻側慘劇，因司機被乘客辱罵而引發情緒失控，惡意進行危險駕駛行為而肇禍，故此成為少數從危險駕駛引致他人死亡罪改控為誤殺罪的例子。